# Anastatus
Anastatus is een geslacht van vliesvleugeligen uit de familie Eupelmidae. De wetenschappelijke naam van dit geslacht is voor het eerst geldig gepubliceerd in 1859 door Motschulsky.

## Soorten
Het geslacht Anastatus omvat de volgende soorten:
- Anastatus absonus Narendran, 2009
- Anastatus acherontiae Narayanan, Subba Rao & Ramachandra, 1960
- Anastatus adamsi Yoshimoto & Ishii, 1965
- Anastatus aereicorpus (Girault, 1925)
- Anastatus alaredactus Narendran, 2009
- Anastatus alboclavus Ashmead, 1900
- Anastatus ali Boucek, 1976
- Anastatus aliberti Risbec, 1951
- Anastatus amarus (Subba Rao, 1957)
- Anastatus angustifrons (Nikol'skaya, 1952)
- Anastatus antestiae Ferrière, 1930
- Anastatus apantelesi Risbec, 1951
- Anastatus apterus (Girault, 1913)
- Anastatus aristoteleus Girault, 1915
- Anastatus ashmeadi (Melander & Brues, 1903)
- Anastatus atriflagellum (Girault, 1924)
- Anastatus auriceps Ashmead, 1904
- Anastatus aurifrons Ashmead, 1900
- Anastatus axiagasti Ferrière, 1933
- Anastatus bangalorensis Mani & Kurian, 1953
- Anastatus basalis Ashmead, 1904
- Anastatus bekiliensis Risbec, 1952
- Anastatus bernardi Ferrière, 1954
- Anastatus bifasciatus (Geoffroy, 1785)
- Anastatus biproruli (Girault, 1925)
- Anastatus blattidifurax Girault, 1915
- Anastatus bombax Girault, 1915
- Anastatus borsanii Blanchard, 1951
- Anastatus bostrychidi Risbec, 1951
- Anastatus brevicaudus Kalina, 1981
- Anastatus brevipennis Ashmead, 1904
- Anastatus capensis Hedqvist, 1970
- Anastatus catalonicus Bolivar y Pieltain, 1935
- Anastatus catamarcensis (Brèthes, 1922)
- Anastatus charitos De Santis, 1982
- Anastatus clavatus Gibson, 1995
- Anastatus colemani Crawford, 1912
- Anastatus coreophagus Ashmead, 1904
- Anastatus crassicornis (Masi, 1917)
- Anastatus crassipes Yoshimoto & Ishii, 1965
- Anastatus crosi Picard, 1930
- Anastatus cuspidiatus Narendran, 2009
- Anastatus darwini Girault, 1915
- Anastatus dasyni Ferrière, 1935
- Anastatus dendrolimus Kim & Pak, 1965
- Anastatus dexingensis Sheng & Wang, 1997
- Anastatus dipterae (Risbec, 1955)
- Anastatus diversus Gahan, 1934
- Anastatus dives Masi, 1929
- Anastatus dlabolai Kalina, 1981
- Anastatus dodone (Walker, 1839)
- Anastatus donius Narendran, 2009
- Anastatus drassi (Riley, 1892)
- Anastatus echidna (Motschulsky, 1863)
- Anastatus excavatus (De Santis, 1952)
- Anastatus extraordinarius (Girault, 1929)
- Anastatus ferrierei Kalina, 1981
- Anastatus flavipes Sheng & Wang, 1997
- Anastatus flavithorax (Girault & Dodd, 1915)
- Anastatus floridanus Roth & Willis, 1954
- Anastatus formosanus Crawford, 1913
- Anastatus fuligispina (Girault, 1939)
- Anastatus fulloi Sheng & Wang, 1997
- Anastatus furnissi Burks, 1967
- Anastatus gemmarii (Ashmead, 1886)
- Anastatus gibboni Girault, 1920
- Anastatus giottini (Girault, 1922)
- Anastatus giraudi (Ruschka, 1921)
- Anastatus goethei (Girault, 1929)
- Anastatus gratidiae Risbec, 1951
- Anastatus halyomorphae (Risbec, 1951)
- Anastatus hayati Narendran, 2009
- Anastatus hemipterae (Risbec, 1951)
- Anastatus hemipterus (Girault, 1913)
- Anastatus hirtus (Ashmead, 1885)
- Anastatus huangi Sheng & Yu, 1998
- Anastatus interruptus Nikol'skaya, 1952
- Anastatus japonicus Ashmead, 1904
- Anastatus kashmirensis Mathur, 1956
- Anastatus koebelei Ashmead, 1901
- Anastatus latheefi Narendran, 2009
- Anastatus leithi (Walker, 1872)
- Anastatus libratus Narendran, 2009
- Anastatus lichtensteini (Ruschka, 1921)
- Anastatus longicornis Abdul-Rassoul & Al-Sandouk, 1999
- Anastatus longipalpus Risbec, 1951
- Anastatus lutheri (Girault, 1934)
- Anastatus maculosus Askew, 2004
- Anastatus madagascariensis (Risbec, 1952)
- Anastatus magnoculus Askew, 2004
- Anastatus mancus (Girault, 1915)
- Anastatus mantis (Ashmead, 1885)
- Anastatus mantoidae Motschulsky, 1859
- Anastatus masneri Gibson, 1995
- Anastatus maximus Girault, 1915
- Anastatus meilingensis Sheng, 1998
- Anastatus microcentri Gahan, 1922
- Anastatus mirabilis (Walsh & Riley, 1869)
- Anastatus mohanae Narendran, 2009
- Anastatus myrmecobius Ferrière, 1931
- Anastatus nasonini (Girault, 1925)
- Anastatus ochirasis Narendran, 2009
- Anastatus operosus Narendran, 2009
- Anastatus oscari (Ruthe, 1859)
- Anastatus osmyli (Girault, 1927)
- Anastatus ovicida (Risbec, 1951)
- Anastatus pasteuri Girault, 1915
- Anastatus pearsalli Ashmead, 1898
- Anastatus pentatomidivorus Girault, 1915
- Anastatus phaeonotus Narendran, 2009
- Anastatus phonoctoni Risbec, 1955
- Anastatus picticornis (Cameron, 1883)
- Anastatus piezosterni Ferrière, 1935
- Anastatus pipunculi Perkins, 1906
- Anastatus platycleidis (Sarra, 1934)
- Anastatus poggioni (Girault, 1922)
- Anastatus pseudocreobotrae Risbec, 1951
- Anastatus pulchripennis (Girault, 1911)
- Anastatus punctiventris Ashmead, 1904
- Anastatus quilonicus Narendran, 2009
- Anastatus racinei Girault, 1915
- Anastatus ramakrishnai (Mani, 1935)
- Anastatus redini (Girault, 1925)
- Anastatus reduvii (Howard, 1880)
- Anastatus risbeci Özdikmen, 2011
- Anastatus ruficaudus Ferrière, 1954
- Anastatus ruficollis (Cameron, 1905)
- Anastatus rufopostumus Narendran, 2009
- Anastatus rutilus (Nikol'skaya, 1952)
- Anastatus rynchitidi Risbec, 1951
- Anastatus saintpierrei Girault, 1917
- Anastatus scutellatus Gahan, 1934
- Anastatus semiflavidus Gahan, 1914
- Anastatus semitectus (Girault, 1915)
- Anastatus shichengensis Sheng & Wang, 1997
- Anastatus sidereus (Erdös, 1957)
- Anastatus simplicifrons (Girault, 1924)
- Anastatus sirphidi (Risbec, 1951)
- Anastatus splendens Nikol'skaya, 1952
- Anastatus stantoni Ashmead, 1904
- Anastatus temporalis Askew, 2005
- Anastatus tennysoni (Girault, 1921)
- Anastatus tenuipes Bolivar y Pieltain, 1925
- Anastatus thoreauini Girault, 1917
- Anastatus tricolor Girault, 1915
- Anastatus unifasciatus Ashmead, 1904
- Anastatus urichi (Waterston, 1922)
- Anastatus uromeni Ferrière, 1968
- Anastatus viridicaput Gahan, 1934
- Anastatus viridiceps Waterston, 1915
- Anastatus yasumatsui Shafee, 1973
- Anastatus zeli (Ashmead, 1886)